# Revista Acadêmica da Faculdade de Direito do Recife
A Revista Acadêmica da Faculdade de Direito do Recife é um periódico brasileiro especializado em literatura jurídica a cargo da Faculdade de Direito da Universidade Federal de Pernambuco.

## História
Criada e lançada em 1891 pela então Faculdade de Direito de Recife, instituição atualmente denominada por Faculdade de Direito da Universidade Federal de Pernambuco. É a mais antiga revista de literatura jurídica do Brasil em atividade Revista Acadêmica, cuja denominação é Revista Acadêmica da Faculdade de Direito do Recife. De acordo com  Naspolini (2008) a criação da revista Acadêmica teve: "O objetivo era incitar a produção científica no país, dar maior força a elas e criar laços entre instituições nacionais e internacionais. O primeiro artigo suscita uma evolução para o Direito, o que confirma o sentimento vanguardista dos lentes da faculdade".

## Linha editorial
A revista é institucionalmente competente para reunir e veicular trabalhos jurídicos de autoria de seus professores e convidados e de acordo com página institucional:
| “ | Publica artigos de professores e pesquisadores de direito e de áreas afins, que representem contribuições relevantes ao debate jurídico. Busca o periódico fomentar o debate interdisciplinar, publicando contribuições que expressem uma preocupação com valores democráticos e com o processo de constitucionalização do ordenamento, vivido no Brasil sob a vigência da Constituição da República Federativa do Brasil, que se caracteriza pelo crescimento do discurso baseado em direitos fundamentais e por um maior protagonismo do Poder Judiciário, através da ampliação do controle judicial da constitucionalidade das leis. | ” |